# 秋田県立羽後高等学校
秋田県立羽後高等学校（あきたけんりつ うごこうとうがっこう）は、秋田県雄勝郡羽後町に所在する公立の高等学校。

## 設置学科
- 普通科

## 沿革
- 1948年（昭和23年） - 湯沢南高等学校（現・秋田県立湯沢高等学校）の定時制西馬音内分校として開校。
- 1958年（昭和33年） - 秋田県立羽後高等学校として独立。

## 部活動
- 運動部
  - 野球部、陸上競技部、バドミントン部、男子ハンドボール部、女子ハンドボール部、ホッケー部、卓球部、
- 文化部
  - ボランティア部、郷土芸能部、吹奏楽部

## 卒業生
- 岩本公水（歌手）
- 石垣政和（ローカルタレント）
- 佐々木康寛（羽後町長）